# Cova des Moro (Manacor)
Die Cova des Moro (‚Maurenhöhle‘) ist eine Tropfsteinhöhle an der Ostküste der spanischen Baleareninsel Mallorca. Sie ist eine von mehreren Karsthöhlen südlich des Ortes S’Estany d’en Mas in der Gemeinde Manacor, die zusammen als Coves des Pirata (‚Piratenhöhlen‘) bezeichnet werden, was auf ihre Lage in Meeresnähe hinweist. Der Eingang zur Cova des Moro befindet sich dabei auf etwas über halber Höhe der Steilküste nahe der Cala Falcó (‚Falkenbucht‘).

## Einzelnachweise

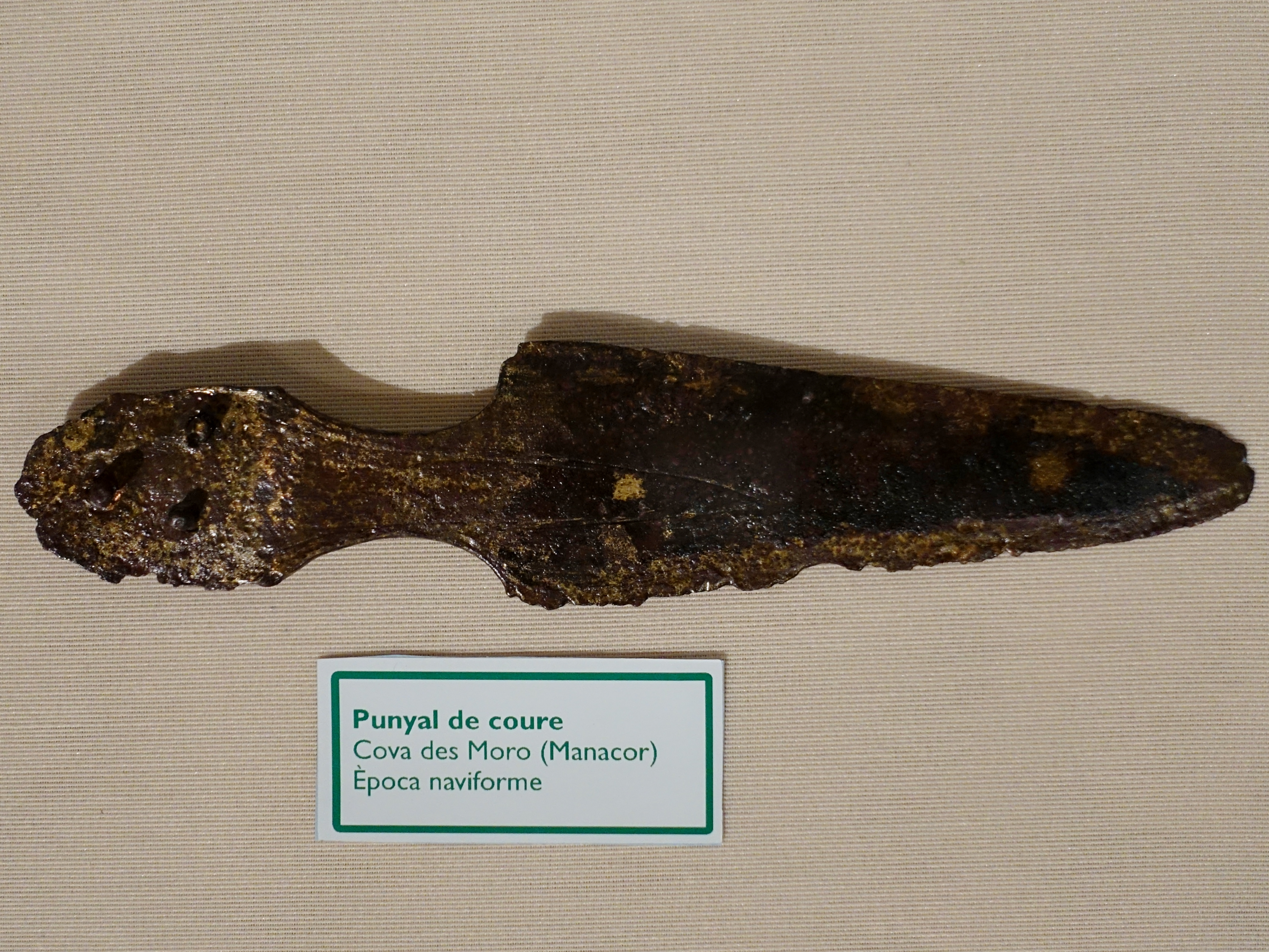
Fund eines Kupferdolchs

## Lage

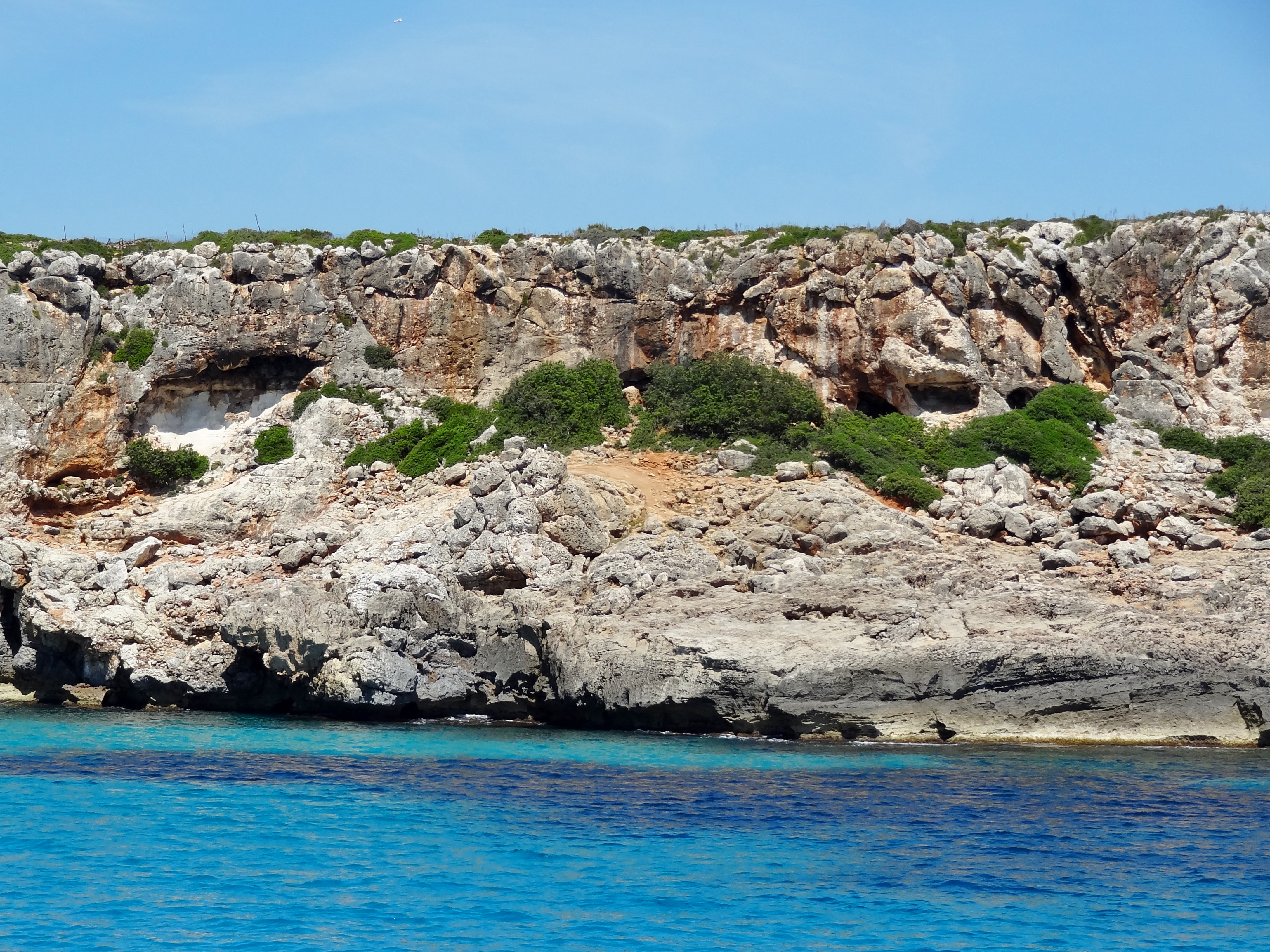
Höhleneingang an der Küste

Der Eingang zur Cova des Moro liegt 140 Meter nordöstlich der Cala Falcó innerhalb des Naturschutzgebietes Cales Verges de Manacor. Die nächste Ortschaft, S’Estany d’en Mas, befindet sich 1400 Meter nördlich, die größere Meeresbucht Cala Varques 700 Meter im Südwesten und der historische Wehrturm Son Fortesa 2300 Meter westlich.
Der von Megalithen eingerahmte Höhleneingang in 16 Metern Höhe über dem Meeresspiegel ist von Sträuchern umgeben, die auf einer kleinen Felsplattform der Steilküste wachsen. Von dort reichen die 30 Meter breiten Haupträume der Cova des Moro etwa 60 Meter nach Westen. Die Höhendifferenz der Höhle beträgt insgesamt 16 Meter. Nahegelegene weitere Karsthöhlen sind direkt an der Küste die Cova de Cala Falcó und die Cova des Coloms, landeinwärts die Cova des Pirata und die Cova des Pont.

## Geschichte
Die Cova des Moro entstand, wie auch die anderen „Piratenhöhlen“ der Umgebung, durch Verkarstung des Kalksteins. In der Höhle durchgeführte Ausgrabungen brachten Erkenntnisse über die vorzeitliche Tierwelt und Besiedlung Mallorcas. So fanden sich in der Cova des Moro Überreste der um 1800 v. Chr. ausgestorbenen Höhlenziege (Myotragus balearicus).
Ein in der Höhle gefundener menschlicher Knochen wird auf die Zeit zwischen 2470 und 2130 v. Chr. datiert. Er gilt als der älteste Fund auf den Balearen und weist genetische Komponenten von Nomaden auf, die aus den Steppen Osteuropas (Kurgankultur) auf die Iberische Halbinsel kamen. Einen weiteren Besiedlungshinweis stellt der Kiefer einer nicht einheimischen Ziege dar, der bei den Ausgrabungen zutage trat und in den Zeitraum von 2290 bis 2030 v. Chr. eingeordnet wird. Dabei muss es sich um ein domestiziertes oder zumindest auf die Insel eingeführtes Tier gehandelt haben. In der Höhle gefundene Keramik wird verschiedenen Zeitabschnitten zugeordnet, so der Talaiot-Kultur oder der islamischen Periode der Inselgeschichte, der Zeit der Mauren, von denen die Cova des Moro ihren Namen hat. Während der christlichen Eroberung Mallorcas ab 1229 diente die Höhle den Muslimen als Zufluchtsort.

Ansichten der Höhle
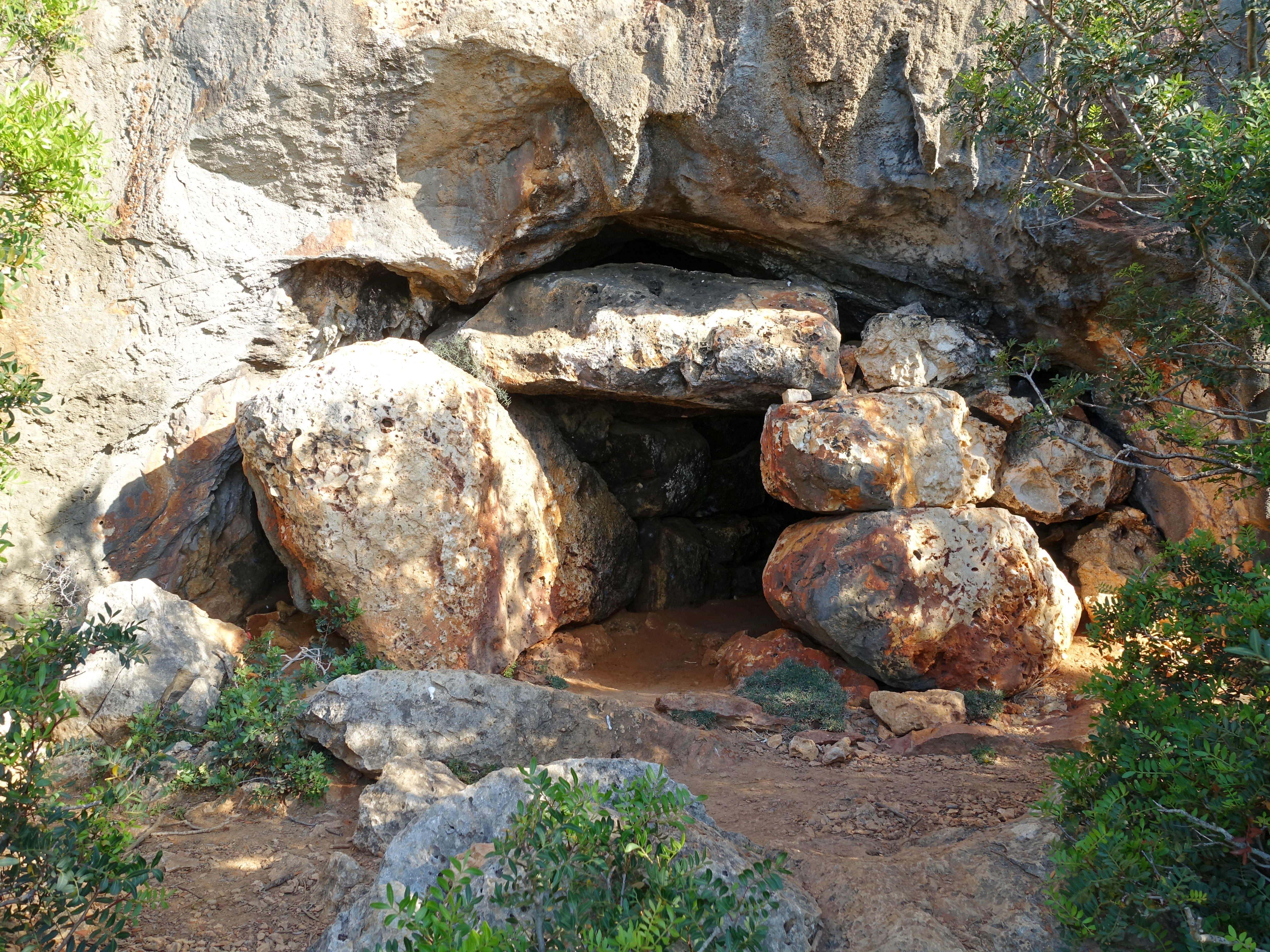
Höhleneingang
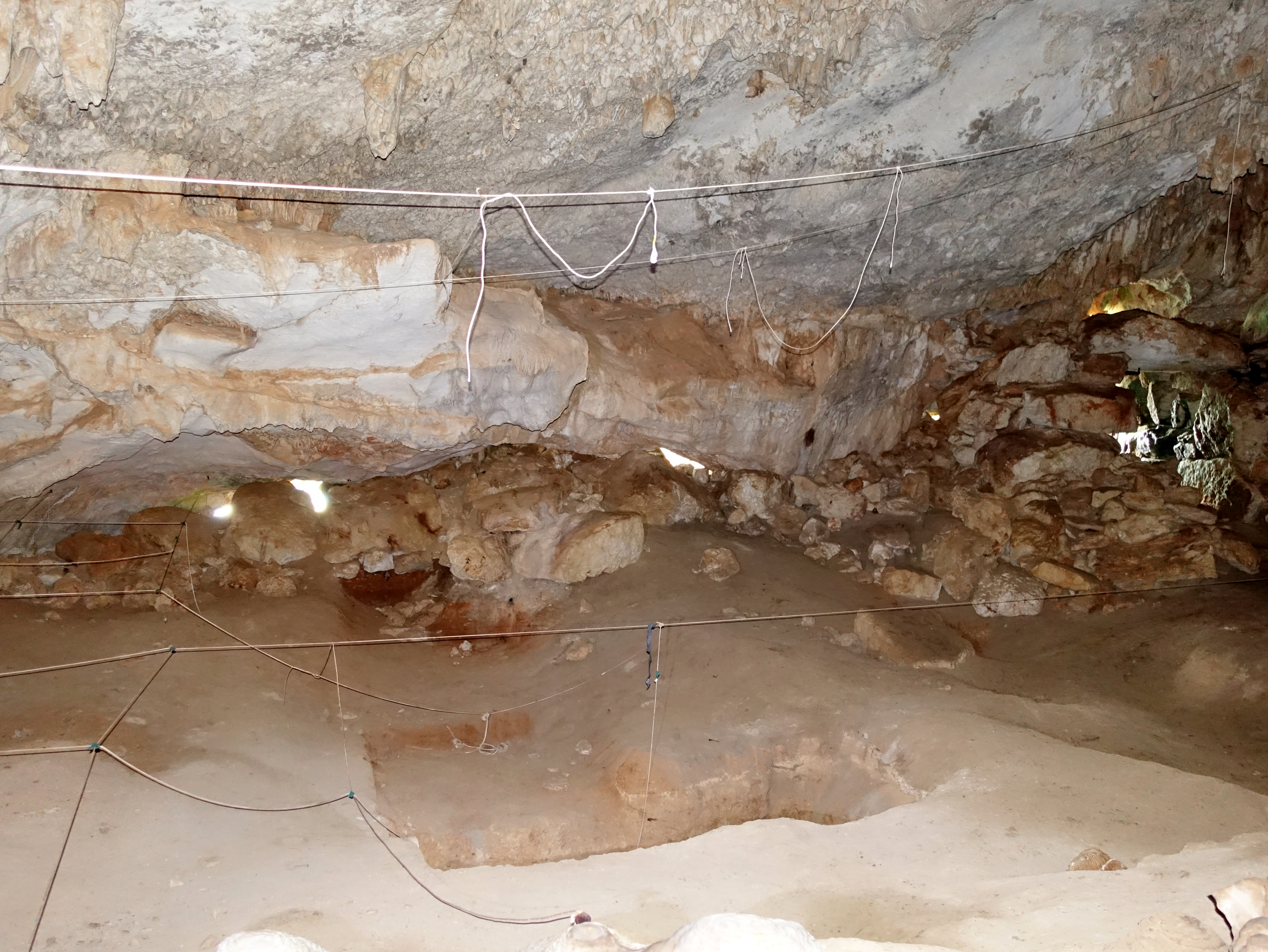
Ausgrabung am Eingang
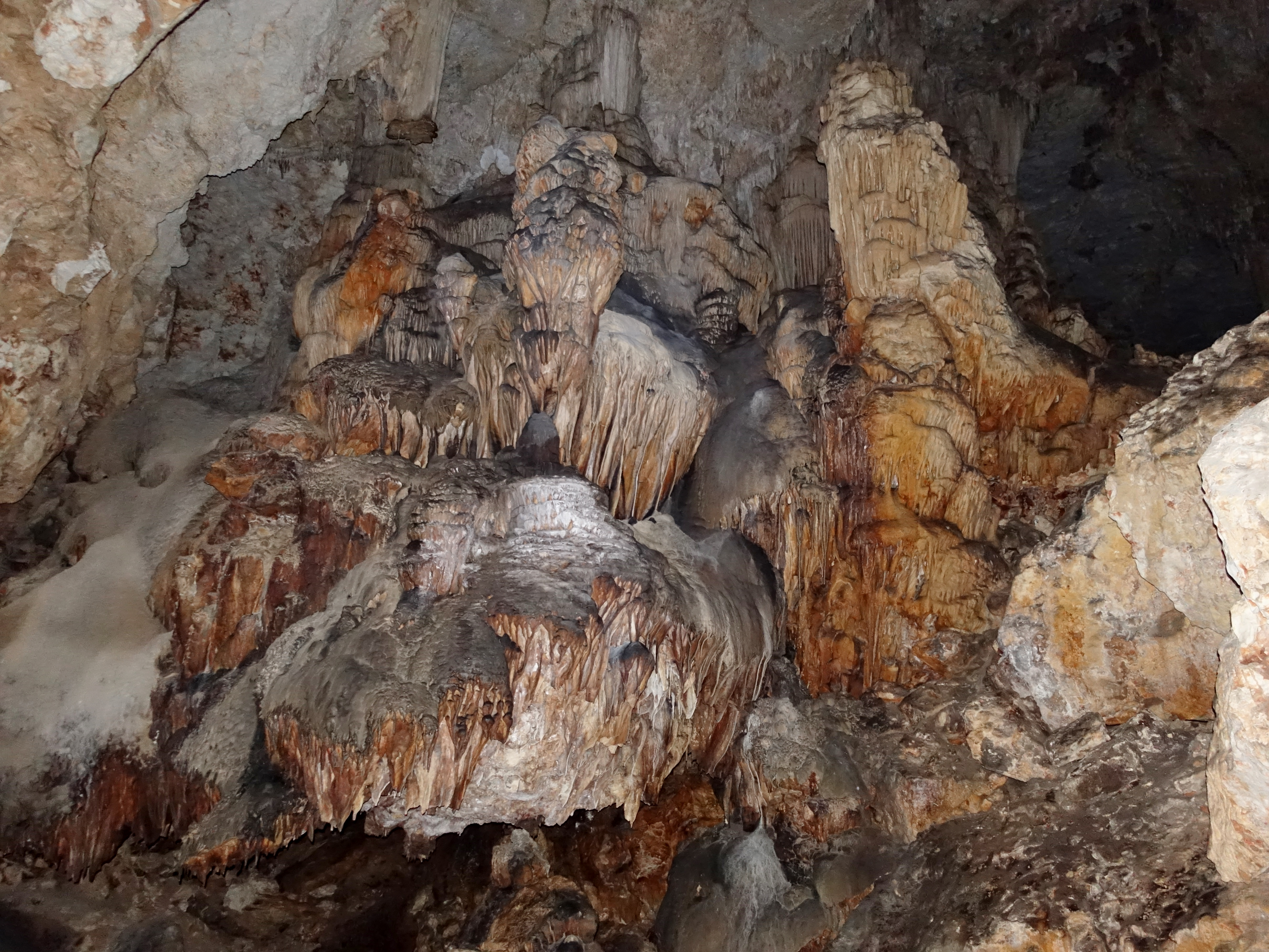
Gesteinsformation
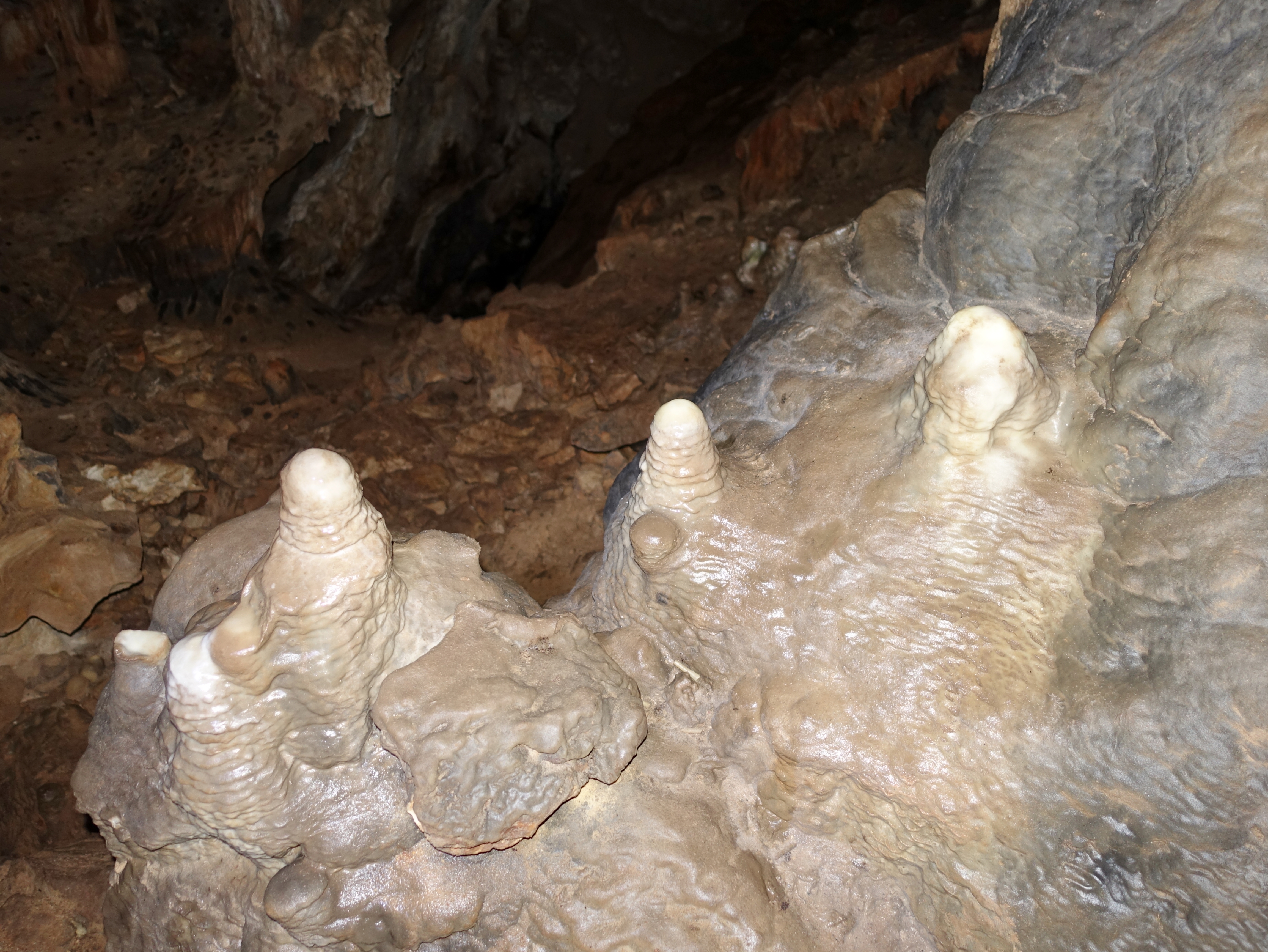
Entstehende Stalagmiten